# Dennis Schiller
Dennis Schiller (ur. 18 maja 1965 w Göteborgu) – szwedzki piłkarz występujący na pozycji obrońcy. 

## Kariera klubowa
Schiller karierę rozpoczynał w 1984 roku w pierwszoligowym zespole IFK Göteborg. W tym samym roku wywalczył z nim mistrzostwo Szwecji, a w 1986 roku wicemistrzostwo Szwecji. W 1987 roku przeszedł do norweskiego Lillestrøm SK. W 1989 roku zdobył z nim mistrzostwo Norwegii. Trzy razy był też wicemistrzem Norwegii (1988, 1994, 1996), a w 1992 roku dotarł do finału Pucharu Norwegii.
W 1997 roku Schiller odszedł do Molde FK, z którym dwa razy wywalczył wicemistrzostwo Norwegii (1998, 1999). W 2000 roku grał w trzecioligowym Dahle IL, po czym zakończył karierę.

## Kariera reprezentacyjna
W reprezentacji Szwecji Schiller zadebiutował 12 stycznia 1988 w wygranym 4:1 towarzyskim meczu z NRD. 26 kwietnia 1989 w wygranym 2:0 towarzyskim pojedynku z Walią strzelił swojego jedynego gola w kadrze.
W latach 1988–1992 w drużynie narodowej rozegrał 14 spotkań.